# جعة شاحبة
الجعة الشاحبة هي نوع من أنواع بيرة ليجر تتميز بلونها الشاحب الذهبي وقوامها الخفيف وبدرجات متفاوتة في مذاقها.
تطورت عملية تخمير هذه الجعة في منتصف القرن التاسع عشر، عندما أعاد غابرييل سيدلماير تقنيات تخمير البيرة الباهتة وصناعة الشعير إلى مصنع سباتين للجعة في ألمانيا وطبقها على طرق تصنيع بيرة ليجر مما أدى إلى الحصول على بيرة ذات لون أحمر داكن أقل. استخدمت هذه التقنية من قبل جوزيف جرول (صانع الجعة البافاري الشهير) باستخدام المكونات المحلية، مما أدى إلى ظهور أول بيرة شاحبة في عام 1842 اطلق عليها اسم (بيلسنر أوركيل).